# Harold Arminius Miller

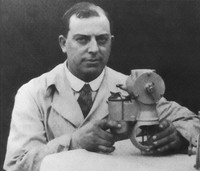
Harold Arminius Miller

Harold Arminius Miller (genannt Harry; * 9. Dezember 1875 in Menomonie; † 3. Mai 1943 in Detroit) war ein US-amerikanischer Konstrukteur von Rennwagen und Motoren für das Indy-500-Rennen.
Ab 1906 verkaufte Miller Vergaser und wurde damit Millionär. 1912 gründete er die Master Carburetor Company, aus der die Harry A. Miller Manufacturing Company wurde. 1917 war er am Bau des Golden Submarine beteiligt was für ihn der Grundstein für den Rennwagenbau war. In den 1920er Jahren baute er, inspiriert von Duesenberg und Peugeot Motoren, einen Vierzylinder mit zwei oberliegenden Nockenwellen und Vierventiltechnik. Damit gewann Jimmy Murphy in einem Duesenberg 1922 das Indianapolis-500-Rennen.
Seine Wagen gewannen zwischen 1922 und 1938 neun Mal, seine Motoren drei weitere Male, wobei er ein Großteil des Feldes ausrüstete.
Als Geschäftsmann war Miller in Folge der Weltwirtschaftskrise weniger erfolgreich. Er ging 1933 Bankrott und verkaufte den Betrieb an seinen Mechaniker Fred Offenhauser, der bis in die 1980er Jahre erfolgreich Rennmotoren baute.
Miller kooperierte zudem mit Preston Tucker.
Harold Arminius Miller starb 1943 im Alter von 67 Jahren. 2003 wurde er in die Automotive Hall of Fame aufgenommen.